# مصطفى راقم أفندي
مصطفى راقم بن أحمد خطاط تركي، ولد في مدينة قونية بالأناضول سنة 1171 هـ واستوطن منذ حداثته مدينة إسطنبول. درس خط الثلث وخط النسخ على يد إسماعيل الزهدي ودرويش علي. عين موظفاً في دائرة الرسم الهمايونية ثم رساماً ثم مأموراً في تنظيم الطغراء قام بتدريس السلطان محمود الثاني، اختزل كثيراً من قواعد الخط وأبدع فيه بحيث أصبح رئيس الخطاطين في عصره وتعتبر خطوطه من اروع ما ورثناه من الكتابات العربية، وقد سار على نهج الراقم الخطاط الكبير حامد الآمدي ويعتبر أحسن من خلفه. جاء ذكر مصطفى الراقم في كراسة الخطاط هاشم محمد البغدادي ((قواعد الخط العربي)) وهو من المتأثرين به، كتب مائة من المصاحف الشريفة[بحاجة لمصدر]. توفي في رمضان سنة 1241 هـ.

## المصدر
- الخطاط مصطفى راقم أفندي - ابن الأمين محمود كمال إينال (ترجمه من التركية: د. تحسين عمر طه أوغلى)